# Hanchinal S.Nelogi, Jevargi
Hanchinal S.Nelogi là một làng thuộc tehsil Jevargi, huyện Gulbarga, bang Karnataka, Ấn Độ.